# Stazione di Reteče
La stazione di Reteče (in sloveno Železniško postajališče Reteče) è una fermata ferroviaria posta sulla linea ferroviaria Jesenice-Lubiana. Serve Reteče, insediamento del comune di Škofja Loka.

## Storia
La stazione fu inaugurata insieme all'intera linea internazionale il 14 dicembre 1870.